# Toxorhynchites rodhaini
Toxorhynchites rodhaini är en tvåvingeart som beskrevs av Ribeiro 1991. Toxorhynchites rodhaini ingår i släktet Toxorhynchites och familjen stickmyggor.
Artens utbredningsområde är Elfenbenskusten. Inga underarter finns listade i Catalogue of Life.